# Chris Thomas (produttore)
Christopher P. Thomas (Perivale, 13 gennaio 1947) è un produttore discografico inglese.
È famoso per le sue collaborazioni con Beatles, Pink Floyd, Pete Townshend, Procol Harum, Roxy Music, Badfinger, Elton John, Paul McCartney, Pulp, The Pretenders, The Sex Pistols ed INXS.
Nato nel 1947 nell'ex contea del Middlesex, oggi parte di Londra, Thomas da bambino prende lezioni di violino e pianoforte. Comincia a suonare il basso in gruppi londinesi e perde l'occasione di suonare con Jimi Hendrix e Mitch Mitchell quando non erano ancora famosi. Il suo bisogno di indipendenza e la scarsa propensione per i concerti dal vivo, lo portano dopo qualche anno ad abbandonare la carriera di musicista. Nel 1967 trova lavoro alla AIR di Londra, l'azienda del produttore dei Beatles George Martin, che nel 1969 avrebbe aperto i famosi studi di registrazione AIR Studios.
Il primo lavoro di rilievo, a 22 anni, è sensazionale, affianca nel 1968 George Martin nella produzione del White Album dei Beatles. Nel corso delle registrazioni, a seguito di una vacanza presa da Martin, diventa per un breve periodo il responsabile unico della produzione e collabora anche con il quartetto suonando in alcuni brani. In seguito il suo nome comparirà come co-produttore solo in alcuni spartiti delle session originali, ma non nelle note di copertina.
Alla fine del 1968, arriva il suo primo lavoro in proprio come produttore, per l'album The Climax Chicago Blues Band della Climax Blues Band. Tra il 1970 ed il 1971, produce per i Procol Harum gli album Home, Broken Barricades e Procol Harum Live with the Edmonton Symphony Orchestra. Durante un viaggio a Los Angeles del 1972, per produrre Some People Will Drink Anything di Christopher Milk, conosce John Cale, che invita Thomas a produrre il suo album Paris 1919 agli AIR Studios.
Durante le registrazioni con Cale, fa conoscenza con il cantante e leader dei Roxy Music, Bryan Ferry, che lo ingaggia per la produzione del secondo album della band, For Your Pleasure. La collaborazione si estenderà anche ai successivi dischi Stranded, Country Life, Siren ed il live Viva!.
Divenuto famoso, viene ingaggiato nel 1973 dai Pink Floyd come tecnico del missaggio per The Dark Side of the Moon, che seguirà in contemporanea a Grand Hotel dei Procol Harum. Chris sarebbe risultato importante per appianare divergenze sorte tra David Gilmour e Roger Waters, contribuendo all'adozione di effetti musicali non previsti inizialmente da Waters. Thomas avrebbe in seguito collaborato al missaggio di The Division Bell dei Pink Floyd (1994), ed avrebbe co-prodotto l'album di Gilmour On an Island del 2006.
Altre produzioni di Thomas sono relative agli album dei Badfinger Ass, Badfinger e soprattutto Wish You Were Here, che grazie al suo contributo ha ricevuto calde accoglienze dalla critica. L'album sarebbe stato tolto dalla produzione dopo soli 4 mesi, con estremo disappunto da parte di Thomas, a causa di problemi legali sorti tra la band e la Warner Brothers Records.
Nel 1976, viene chiamato da Malcolm McLaren per produrre l'album d'esordio dei Sex Pistols. Convinto dalle potenzialità del gruppo, accetta l'incarico, malgrado stesse nello stesso periodo lavorando con Paul McCartney. La profonda differenza fra la musica che aveva prodotto sino ad allora e quella dei Sex Pistols gli attirò delle critiche. Sulle note di copertina, il suo nome come produttore viene affiancato a quello di Bill Price, che a quei tempi si era diviso con Thomas l'onere delle produzioni dell'album e dei singoli ad esso collegati. Nel 2007, Thomas produrrà una nuova versione dei Pistols di Pretty Vacant per il videogioco Skate. Per l'occasione avrebbe riunito John Lydon, Steve Jones e Paul Cook, mentre non avrebbe partecipato alla registrazione Glen Matlock.
Tra le altre collaborazioni, vi sono quelle con la formazione inglese dei Pulp, per i quali produce uno dei suoi dischi preferiti, Different Class, con la rock-band australiana INXS e con i primi The Pretenders, con la produzione di diversi album, tra cui l'eponimo disco di esordio Pretenders e Learning to Crawl. Il suo lavoro in quest'ultimo album, gli avrebbe fruttato l'appellativo di "quinto Pretender" sulle note di copertina.

## Produzioni
- 1968: The Climax Chicago Blues Band della Climax Blues Band, The Beatles di The Beatles
- 1969: Climax Blues Band Plays On della Climax Blues Band
- 1970: A Lot of Bottle della Climax Blues Band, Home dei Procol Harum
- 1971: Tightly Knit della Climax Blues Band, Mick Abrahams di Mick Abrahams
- 1972: Some People Will Drink Anything di Christopher Milk, At Last della Mick Abrahams Band, The Dark Side of the Moon dei Pink Floyd (missaggio), pianista in  - "Son Of My Father"  dei Chicory Tip
- 1973: For Your Pleasure dei Roxy Music, Stranded dei Roxy Music, Grand Hotel dei Procol Harum, Paris 1919 di John Cale, Ass dei Badfinger
- 1974: Badfinger dei Badfinger, Wish You Were Here dei Badfinger, Exotic Birds and Fruit dei Procol Harum, Kurofune (aka Black Ship)  della Sadistic Mika Band, Country Life dei Roxy Music
- 1975: Siren dei Roxy Music
- 1976: Viva! dei Roxy Music, Let's Stick Together di Bryan Ferry
- 1976: Full House (Frankie Miller) di Frankie Miller
- 1977: Hurt di Chris Spedding
- 1977: Never Mind the Bollocks dei Sex Pistols
- 1978: Power in the Darkness della Tom Robinson Band
- 1979: Back to the Egg dei Wings
- 1980: Pretenders di The Pretenders; Empty Glass di Pete Townshend
- 1981: Pretenders II di The Pretenders, The Fox di Elton John
- 1982: All the Best Cowboys Have Chinese Eyes di Pete Townshend, Jump Up! di Elton John
- 1983: Too Low for Zero di Elton John
- 1984: Hysteria di The Human League
- 1984: Learning to Crawl di The Pretenders; Breaking Hearts di Elton John
- 1985: Listen Like Thieves degli INXS; White City di Pete Townshend
- 1987: Kick degli INXS
- 1988: Reg Strikes Back di Elton John; Live Nude Guitars di Brian Setzer
- 1989: Sleeping with the Past di Elton John
- 1990: X degli INXS
- 1992: The One di Elton John
- 1994: Last of the Independents di The Pretenders, The Lion King soundtrack, Jewel di Marcella Detroit, The Division Bell dei Pink Floyd (missaggio)
- 1995: Different Class dei Pulp
- 1996: Filthy Lucre Live dei Sex Pistols
- 1997: The Big Picture di Elton John
- 1998: This Is Hardcore dei Pulp
- 1999: Run Devil Run di Paul McCartney
- 2001: Or8? di Hoggboy
- 2004: How to Dismantle an Atomic Bomb degli U2
- 2006: On an Island di David Gilmour; Razorlight dei Razorlight
- 2010: Serotonin dei Mystery Jets